# Elasmopus spinipes
Elasmopus spinipes is een vlokreeftensoort uit de familie van de Maeridae. De wetenschappelijke naam van de soort is voor het eerst geldig gepubliceerd in 1986 door Mateus & Mateus.